# Enxame de diques da Serra do Mar
O enxame de diques da Serra do Mar é um conjunto de diques basálticos-toleíticos que ocorre na região litorânea dos estados de São Paulo, Rio de Janeiro e Espírito Santo, na região sudeste brasileira. Intrudindo nas rochas cristalinas da Serra do Mar, é formado por diques verticais e subverticais de direção preferencial NE (N40º-50ºE), ocorrendo localmente nas direções NS e NNW. Almeida (1986) e Valente (1997) descrevem esses corpos máficos com dimensões centimétricas a métricas, com espessura média variando de 2 a 8 metros e alcançando mais de 15km de extensão.

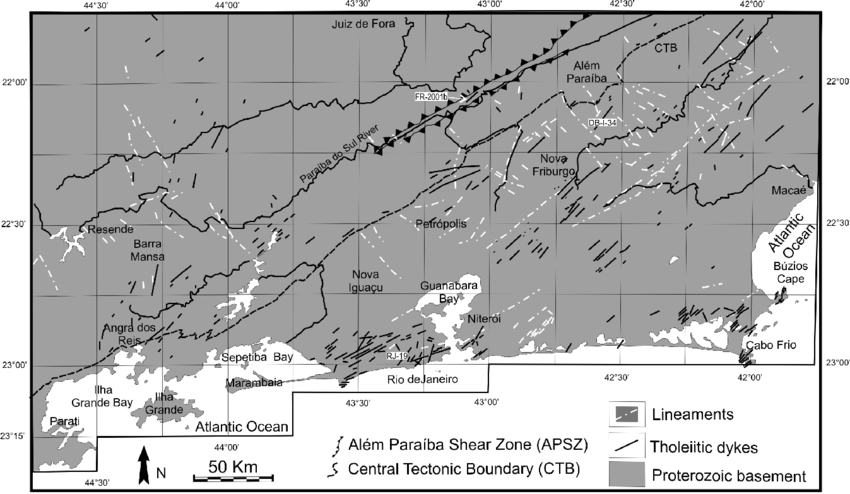
Mapa geológico do enxame de diques da Serra do Mar. A zona de cisalhamento Paraiba do Sul e o limite tectônico central estão indicados. Estruturas regionais do embasamento Proterozóico não são mostradas por simplificação. Modificado de Valente et al., 2005.

## Geologia
Diques, para a geologia, são estruturas tabulares formadas durante o fraturamento e preenchimento de rochas existentes, podendo ter origem ígnea ou sedimentar. No caso de diques ígneos, a rocha encaixante é fraturada, muitas vezes formando famílias de fraturas de mesma orientação, e em seguida é preenchida pelo magma ascendente, que se solidifica na forma de corpos estreitos e que, muitas vezes, se estendem por quilômetros nas outras dimensões. Estes conjuntos de diques de mesma orientação são chamados de enxames e podem ajudar a compreender a evolução tectônica do ambiente em que se inserem.
Os diques do enxame da Serra do Mar encontram-se encaixados em rochas metamórficas do Orógeno Ribeira, o qual, por sua vez, faz parte da Província Mantiqueira, um sistema orogênico paralelo à costa das regiões Sul e Sudeste do Brasil. Ao todo, o sistema se estende por uma área de aproximadamente 700,000 km², do Uruguai ao sul do estado da Bahia, e é composto pelos orógenos Araçuaí, Ribeira, Dom Feliciano e São Gabriel. 
O enxame foi dividido em dois grupos, de acordo com aspectos geoquímicos: o primeiro é descrito por Valente et al. (1998) como sendo de alto teor de óxidos de titânio (TiO2) >3%, que correspondem a aproximadamente 85% dos afloramentos, e o segundo descrito por Monteiro & Valente (2003), com teores mais baixos <2%, sendo que as intrusões de concentrações de TiO2 entre 2 ̶ 3% são raras.

## Contexto Geotectônico

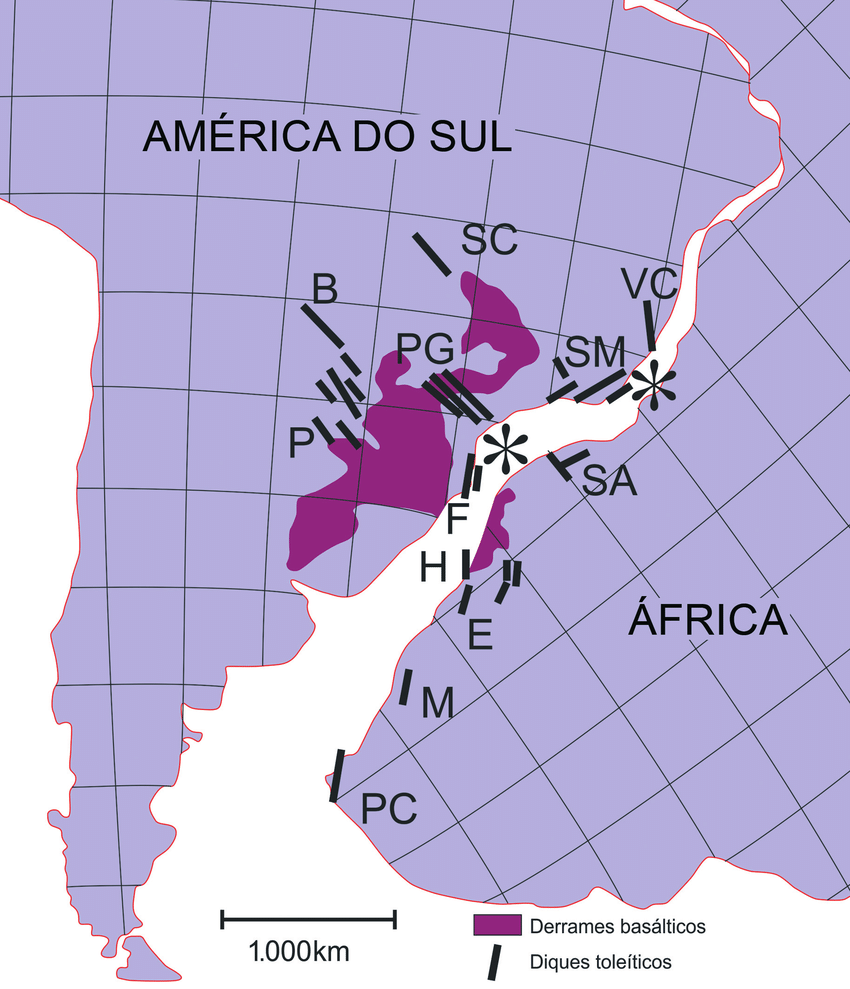
Derrames basálticos associados ao evento Paraná-Etendeka, de aproximadamente 130 Ma, e enxames de diques de Ponta Grossa (PG), Paraguay (P), Serra do Mar (SM), Vitória-Colatina (VC), Florianópolis (F), Occidental Bodoquena (B) and Serra do Caiapó (SC).

Como toda abertura de rifte, a quebra do supercontinente Gondwana e consequente abertura do Oceano Atlântico não se deu de uma só vez, mas teve início nas regiões mais ao sul do continente americano durante o fim do período Jurássico e início do Cretáceo, avançando em seguida em direção ao nordeste brasileiro. Essa quebra foi acompanhada de um intenso magmatismo na região, que hoje é visível nas diferentes fácies ocorrentes tanto na América do Sul quanto no oeste Africano.
Em Ernesto et al. (2014), por meio de dados paleomagnéticos, foram observados que os diques do enxame da Serra do Mar respeitam diferentes posições polares, semelhantes aos de rochas vulcânicas da América do Sul com idades em torno de 50 Ma, 100 Ma e 130 Ma, cujas polaridades são de comportamento normal, reversa e normal, respectivamente. Com os resultados, os autores propõem a existência de diversos pulsos magmáticos decorrentes de eventos tectônicos distintos, relacionados às fases anteriores, concomitantes e posteriores à ruptura continental e à abertura do Oceano Atlântico Sul.